# Farhad Aslani

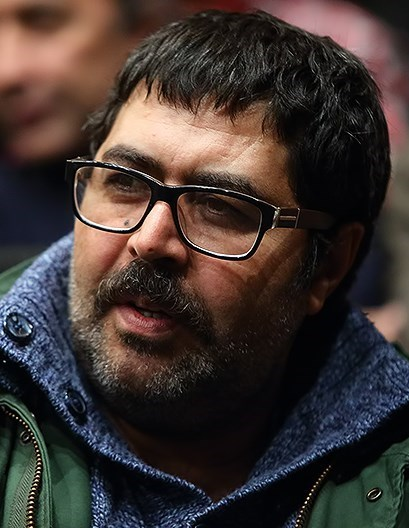
Farhad Aslani (2014)

Farhad Aslani (persisch فرهاد اصلانی, geb. 8. Juni 1966) ist ein iranischer Schauspieler. 2012 gewann er beim Internationalen Fajr-Filmfestival den Crystal Simorgh als bester Schauspieler in einer Hauptrolle für seine Rollen in Zendegiye Khosoosi (2012) und Khers (2012). Er wurde auch dafür gelobt, in Dokhtar (2016) zu spielen.

## Leben und Werk
Aslani wurde in Bidschar geboren, wuchs aber in Teheran auf und wurde schon in jungen Jahren für seine Imitationsfähigkeiten bekannt. Aslani spielte 1995 seine erste Rolle in „The Blue-Veiled“ von Rakhshan Banietemad. Aslani gewann „Crystal Simorgh“ für seine illustre Rolle im Film „Private Life“ beim Internationales Fajr-Filmfestival 2012. Aslani spielte 2011 die andere Rolle von Ibn Ziyad in Mokhtarnameh TV Serie. Er spielte in dem „Daughter“-Film von Reza Mirkarimi und gewann den Preis für den besten Schauspieler beim Internationales Filmfestival Moskau 2016. Er gewann den IFFI Best Actor Award (Männer) beim 47. International Film Festival of India.

## Filmografie (Auswahl)
- 2012: Zendegiye Khosoosi
- 2012: Khers
- 2016: Dokhtar
- 2019: Teheran Connection (persisch متری شیش و نیم; Metri Shesh Va Nim)
- 2022: Leilas Brüder (persisch برادران لیلا; Baradarane Leila)